# Fouronnes
Fouronnes är en kommun i departementet Yonne i regionen Bourgogne-Franche-Comté i norra Frankrike. Kommunen ligger i kantonen Courson-les-Carrières som tillhör arrondissementet Auxerre. År 2022 hade Fouronnes 182 invånare.

## Befolkningsutveckling
Antalet invånare i kommunen Fouronnes
| Referens: INSEE |